# Пјанеца (Верчели)
Пјанеца (итал. Pianezza) је насеље у Италији у округу Верчели, региону Пијемонт.
Према процени из 2011. у насељу је живело 46 становника. Насеље се налази на надморској висини од 464 м.